# ФК Стивънидж
ФК Стивънидж (на английски: Stevenage F.C.) (до 2010 познат като Стивънидж Бороу) е английски футболен клуб от град Стивънидж, Хартфордшър, югоизточна Англия. От 2011 играе в третото ниво на английския футбол – Първа лига, като печелят промоция от Втора лига.
Основан е през 1976, поради закриването на бившия клуб на града. През 1980 се присъединяват към Лигата на обединените окръзи. През първите сезони печелят първенството и купата на лигата на обединените окръзи. В началото на 90-те години печелят три промоции в четири сезона. През сезон 1994 – 95 печелят Националната конференция, но не влизат в „Футболната лига“, заради недостиг на клубни сгради. „Стивънидж“ печелят първенството пак през сезон 2009 – 10. Тогава и отпада „Бороу“ от името на отбора. В първия си сезон във Втора лига завършват на 6-о място. В полуфиналите побеждават „Акрингтън Станли“, а на финалите пред 11 500 души надделяват с 1 – 0 над „Торки Юнайтед“ на стадион „Олд Трафорд“. В първия си сезон в Първа лига стигат до 6-о място и отново играят плей-оффи, но са победени от „Шефилд Юнайтед“ още в полуфиналите.
„Стивънидж“ може и да се похвали с добро представяне в националните купи в последни години. През 2007 печелят ФА Трофи след победа с 3 – 2 над „Кидърминстър Харис“. Това е първият финал на новоремонтирания „Уембли“. Мача се наблюдава от рекордните 53 262 зрители. Клубът печели отново ФА Трофи през 2009. Победата е над „Йорк Сити“ с 2 – 0.

## Отличия
- Втора лига
  - Победител в плей-офф (1): 2010 – 11
- Национална конференция
  - Шампион (2): 1994 – 95, 2009 – 10
- ФА Трофи
  - Носител (2): 2006 – 07, 2008 – 09 / Финалист (2): 2001 – 02, 2009 – 10
- Купа Хъртс
  - Носител (1): 2008 – 09
- Истмиън лига
  - Шампион на Висша дивизия (1): 1993 – 94 / Шампион на Първа дивизия (1): 1991 – 92 / Шампиони на Втора дивизия – Север (2): 1985 – 86, 1990 – 91
- Лига на обединените окръзи
  - Шампион на Първа дивизия (1): 1980 – 81
- Купа на лигата на обединените окръзи
  - Носител (1): 1980 – 81